# Atolón Raa
El atolón Raa es un atolón ubicado en el norte del país de Maldivas. Recientemente, las islas han sido reclamadas hasta las orillas de los arrecifes para proveer de tierra para las actividades económicas y sociales de la creciente población.
La principal isla turística en el atolón de Raa es Meedhupparu (Mídupparu).